# Marian Drăghiceanu
Marian Liviu Drăghiceanu (sinh ngày 7 tháng 7 năm 1999) là một cầu thủ bóng đá người România thi đấu ở vị trí tiền vệ cho Dunărea Călărași. Drăghiceanu có màn ra mắt tại Liga I lúc 15 tuổi, 10 tháng 10 ngày, là cầu thủ ra mắt trẻ thứ tư của đội bóng (bây giờ là thứ 9). Thành lập bởi Ceahlăul Piatra Neamț, Drăghiceanu không thuộc đội bóng nào khi Ceahlaul phá sản năm 2016. Trong 1 năm, Drăghiceanu được trao cơ hội thi đấu các đội bóng ở Ý, nhưng không có gì bảo đảm được và vào mùa hè năm 2017 anh ký hợp đồng với Dunărea Călărași.